# سيدة الأقمار السوداء (فلم)
سيدة الأقمار السوداء هو فيلم سينمائي لبناني أنتجته أفلام الأرز العالمية اللبنانية في العام 1971، وهو من تأليف وإخراج سمير أ.خوري، ومن بطولة حسين فهمي وناهد يسري وعادل أدهم. والفيلم باللهجة المصرية كأغلب أفلام ذلك العصر. تم عرض الفيلم في عام 1972 بعد أن تم تصنيفه للراشدين فقط.

## قصة الفيلم
يحكي الفيلم قصة عايدة (التي تقوم بدورها الممثلة ناهد يسري) الفتاة الفقيرة التي ترغب بالخروج من عالم الفقر عن طريق الزواج من رجل أعمال غني هو سامي (يقوم بدوره عادل أدهم) إلا أنها تحب في نفس الوقت الشاب الفقير الذي يدرس الحقوق (يقوم بدوره الممثل حسين فهمي)، تتصاعد الأحداث وتضحي عايدة بحبها من أجل المال، إلا أنها تتعذب نتيجة بعدها عن عمر الذي يتزوج فيما بعد من أخت سامي جيجي التي تحبه دون أن يبادلها نفس الشعور. وقد تبرأ حسين فهمي من بعض المقاطع التي ظهر فيها عاري من الخلف.

## روابط خارجية
- سيدة الأقمار السوداء على موقع IMDb (الإنجليزية)
- سيدة الأقمار السوداء على موقع قاعدة بيانات الأفلام العربية
- سيدة الأقمار السوداء على موقع قاعدة بيانات الفيلم (الإنجليزية)
- سيدة الأقمار السوداء على موقع ليتربوكسد (الإنجليزية)
- سيدة الأقمار السوداء على موقع كينوبويسك (الروسية)